# Amata tetragonaria
Amata tetragonaria är en fjärilsart som beskrevs av Walker 1862. Amata tetragonaria ingår i släktet Amata och familjen björnspinnare. Inga underarter finns listade i Catalogue of Life.